# محمد يلماز
محمد يلماز (بالتركية: Mehmet Yılmaz)‏ (22 مايو 1979 في تركيا - ) هو لاعب كرة قدم تركي في مركز الهجوم. شارك مع منتخب تركيا تحت 21 سنة لكرة القدم ومنتخب تركيا ب لكرة القدم ‏ ومنتخب تركيا لكرة القدم. أما مع النوادي، فقد لعب مع آلتاي إزمير وأنطاليا سبور وأنقرة غوجو وإسكيشهرسبور ودنيزلي سبور وسامسون سبور وعثمانلي سبور وغازي عنتاب سبور ونادي بلدية آكهيسار سبور ونادي طرابزون سبور وTrabzon Telekomspor ‏ وÇubukspor ‏ وÇanakkale Dardanelspor ‏ وGümüşhanespor ‏.

## وصلات خارجية
- محمد يلماز على موقع اتحاد تركيا (لاعب) (الإنجليزية)
- محمد يلماز على موقع قاعدة بيانات كرة القدم.إي يو (الإنجليزية)
- محمد يلماز على موقع ناشيونال فوتبول تيمز (الإنجليزية)
- محمد يلماز على موقع Soccerway.com (الإنجليزية)
- محمد يلماز على موقع عالم كرة القدم.نت (الإنجليزية)